# 2-й открытый набор космонавтов Роскосмоса
2-й открытый набор космонавтов Роскосмоса — набор космонавтов, производившийся Государственной корпорацией по космической деятельности «Роскосмос» в 2017—2018 годах на конкурсной основе. Это был второй открытый набор кандидатов в отряд космонавтов (1-й открытый набор состоялся в 2012 году).
В ходе набора было отобрано восемь кандидатов в космонавты. Кандидаты Алексей Зубрицкий, Александр Гребёнкин, Сергей Микаев и Олег Платонов были военнослужащими Военно-воздушных сил РФ, Кирилл Песков ранее работал в Гражданской авиации, кандидаты Александр Горбунов и Евгений Прокопьев — в РКК «Энергия», Константин Борисов — в коммерческой структуре. После прохождения полного курса общекосмической подготовки кандидат Евгений Прокопьев 11 февраля 2021 года был отчислен.
Космонавты Борисов, Гребёнкин, Горбунов и Песков совершили космический полёт на американском корабле Crew Dragon компании SpaceX.

## История набора
21 ноября 2016 года в Госкорпорации «Роскосмос» был подписан Приказ № 244 об утверждении «Положения о проведении открытого конкурса по отбору кандидатов в космонавты Российской Федерации в 2017 году». 14 марта 2017 года Межведомственная комиссия приняла решение о проведении ФГБУ «НИИ ЦПК имени Ю. А. Гагарина» (ЦПК) данного конкурса. По условиям конкурса, предполагалось отобрать в отряд космонавтов Роскосмоса шесть-восемь человек.
Основные требования нового Положения к претендентам в космонавты повторяли Положение 1-го открытого набора в 2012 году. Но в некоторые из них были внесены изменения и уточнения. В новом Положении возраст претендентов увеличивался на два года, до 35 лет. Уточнялись требования по высшему образованию и опыту работы: претенденты должны были иметь высшее образование по инженерным или летным специальностям и/или опыт работы в авиационной и ракетно-космической промышленности Российской Федерации не менее 3 лет.
Срок подачи заявления и документов от претендентов на отбор первоначально был определён до 14 июля 2017 года, но впоследствии несколько раз изменялся. Прием заявлений был окончен 15 декабря 2017 года. Всего было подано 420 заявлений: 87 — от женщин, 333 — от мужчин. Работающих в космической отрасли из них было 80 человек, военнослужащих — 51. После проведения всех предварительных этапов отбора на очный этап отбора было приглашено 103 кандидата (11 женщин и 92 мужчины).
9 августа 2018 года состоялось заседание конкурсной комиссии, на которое были представлены тринадцать претендентов, получивших допуск Главной медицинской комиссии. 10 августа 2018 года межведомственная комиссия подвела окончательные итоги отбора кандидатов в отряд космонавтов 2017—2018 года. Были названы восемь новых кандидатов, которые продолжили подготовку в ЦПК имени Ю. А. Гагарина для дальнейшего обеспечения российской космической пилотируемой программы: Константин Борисов, Александр Горбунов, Александр Гребёнкин, Алексей Зубрицкий, Сергей Микаев, Кирилл Песков, Олег Платонов и Евгений Прокопьев.
1 октября 2018 года первые четыре гражданских кандидата в космонавты (Константин Борисов, Александр Горбунов, Евгений Прокопьев и Кирилл Песков) были включены в штат ЦПК и приступили к общекосмической подготовке. Военные кандидаты в космонавты Алексей Зубрицкий, Александр Гребёнкин, Сергей Микаев и Олег Платонов начали подготовку в период с 1 по 16 ноября 2018 года, после перевода их из Министерства обороны РФ в ЦПК. Согласно приказу президента РФ 2018 года, военнослужащие отобранные в отряд космонавтов не увольнялись со службы, как это было при 1-м открытом наборе космонавтов в 2012 году, а назначались на воинские должности. Всего ЦПК имени Ю. А. Гагарина было разрешено иметь в отряде космонавтов до десяти военнослужащих.

## Список космонавтов 2-го открытого набора Роскосмоса
2 декабря 2020 года решением Межведомственной квалификационной комиссии по итогам окончания общекосмической подготовки и сдачи государственных экзаменов Константину Борисову, Александру Горбунову, Александру Гребёнкину, Алексею Зубрицкому, Сергею Микаеву, Кириллу Пескову и Олегу Платонову была присвоена квалификация космонавта-испытателя. Кандидат в космонавты Евгений Прокопьев был отчислен 11 февраля 2021 года из отряда после прохождения полного курса общекосмической подготовки.
Космонавты Борисов, Горбунов, Гребёнкин и Песков совершили космический полёт на МКС на американском корабле Crew Dragon компании SpaceX, космонавт Зубрицкий — на российской корабле «Союз МС-27».
| Список космонавтов 2-го открытого набора Роскосмоса | Список космонавтов 2-го открытого набора Роскосмоса | Список космонавтов 2-го открытого набора Роскосмоса | Список космонавтов 2-го открытого набора Роскосмоса | Список космонавтов 2-го открытого набора Роскосмоса                  | Список космонавтов 2-го открытого набора Роскосмоса | Список космонавтов 2-го открытого набора Роскосмоса | Список космонавтов 2-го открытого набора Роскосмоса |
| №                                                   | Фотография                                          | ФИО                                                 | Дата рождения                                       | Порядковый номер                                                     | Место работы до поступления в отряд, специальность  | Данные о полётах (подготовка к полётам)             | Статус или дата выхода из отряда                    |
| --------------------------------------------------- | --------------------------------------------------- | --------------------------------------------------- | --------------------------------------------------- | -------------------------------------------------------------------- | --------------------------------------------------- | --------------------------------------------------- | --------------------------------------------------- |
| 1                                                   |                                                     | Борисов Константин Сергеевич                        | 14 августа 1984                                     | 131-й космонавт СССР/России (133-й гражданин СССР/России в космосе). | коммерческая структура, инженер                     | 26.08.2023-12.03.2024 «Crew-7 Dragon» — МКС         | действующий космонавт                               |
| 2                                                   |                                                     | Горбунов Александр Владимирович                     | 25 мая 1990                                         | 134-й космонавт СССР/России                                          | РКК «Энергия», инженер                              | 29.09.2024 — 18.02.2025 «Crew-9 Dragon» — МКС       | действующий космонавт                               |
| 3                                                   |                                                     | Гребёнкин Александр Сергеевич                       | 15 июля 1982                                        | 133-й космонавт СССР/России                                          | Военно-воздушные силы РФ, инженер                   | 4.03.2024 — 25.10.2024 «Crew-8 Dragon» — МКС        | действующий космонавт                               |
| 4                                                   |                                                     | Зубрицкий Алексей Витальевич                        | 22 августа 1992                                     | 136-й космонавт СССР/России                                          | Военно-воздушные силы РФ, лётчик                    | 08.04.2025 — н. в. «Союз МС-27» — МКС               | действующий космонавт                               |
| 5                                                   |                                                     | Микаев Сергей Николаевич                            | 15 августа 1986                                     |                                                                      | Военно-воздушные силы РФ, лётчик-инженер            | включён в основной состав «Союз МС-28»              | действующий космонавт                               |
| 6                                                   |                                                     | Песков Кирилл Александрович                         | 01 мая 1990                                         | 135-й космонавт СССР/России                                          | Гражданская авиация, пилот                          | 15.03.2025 — н. в. «Crew-10 Dragon» — МКС           | действующий космонавт                               |
| 7                                                   |                                                     | Платонов Олег Владимирович                          | 27 июня 1986                                        |                                                                      | Военно-воздушные силы РФ, лётчик-инженер            | включён в основной состав «SpaceX Crew-11».         | действующий космонавт                               |
| 8                                                   |                                                     | Прокопьев Евгений Валерьевич                        | 09 марта 1986                                       | —                                                                    | РКК «Энергия», инженер                              | —                                                   | 11 февраля 2021 года                                |